# Маконелсвил (Охајо)
Маконелсвил (енгл. McConnelsville) град је у америчкој савезној држави Охајо.

## Демографија
По попису из 2010. године број становника је 1.784, што је 108 (6,4%) становника више него 2000. године.
| Група             | 2000.         | 2010.         |
| Белци             | 1.602 (95,6%) | 1.656 (92,8%) |
| Афроамериканци    | 25 (1,5%)     | 42 (2,4%)     |
| Азијати           | 1 (0,1%)      | 8 (0,4%)      |
| Хиспаноамериканци | 4 (0,2%)      | 24 (1,3%)     |
| Укупно            | 1.676         | 1.784         |